# Bärenthoren
Bärenthoren ist ein Ortsteil der Ortschaft Polenzko der Stadt Zerbst/Anhalt im Landkreis Anhalt-Bitterfeld in Sachsen-Anhalt, (Deutschland).

## Geografie, Lage und Ort
Bärenthoren liegt im Naturpark Fläming am Südrand des Hohen Flämings, südlich des Quellgebietes der (mittleren) Nuthe. Das waldreiche Gebiet, das sich östlich von Bärenthoren bis nach Stackelitz erstreckt, erreicht im Weinberg eine Höhe von 136 m ü. NN. Polenzko befindet sich 1,5 Kilometer nordwestlich.

## Geschichte
Durch die Eingemeindung der Gemeinde Polenzko nach Zerbst/Anhalt zum 1. Januar 2010 wurde Bärenthoren zum Ortsteil der aufnehmenden Stadt. Bekannt ist das Dorf durch die Bärenthorener Kiefernwirtschaft, die der Forstwissenschaftler Friedrich von Kalitsch 1884 begründet hatte und die heute mit einer Fläche von 193 Hektar ein Waldkulturdenkmal bildet.

## Schloss Bärenthoren
1572 errichtete George von Redern, Besitzer des Rittergutes Polenzko, das Vorwerk Bärenthoren. Später übernahm die Familie von Kalitsch das Gut. Erster Vertreter war zunächst Gottlob von Kalitsch (1752–1798) auf Polenzko mit Bärenthorn. Seine Nachfahren gründen 1860 ein Familienfideikommiss für beide zusammenhängenden Besitzungen. Am 12. Januar 1843 übernahm der Landrat und Kammerherr Friedrich von Kalitsch (1786–1870) das Gut. Erster Fideikommissherr war der anhaltinische Kammerherr Hermann von Kalitsch-Dobritz. Etwa 1884, spätestens 1891 nach dem Tod des Vaters, erbte dessen zweiter Sohn Friedrich von Kalitsch (jun.) das Gut. Kalitsch, 1858 in Dessau geboren, hatte sein Abitur auf dem Herzoglichen Francisceum Zerbst erworben, war zu dieser Zeit königlich-preußischer Forstassessor beim Magdeburger Forst. In der Schlossanlage ist heute das DRK-Betreuungszentrum Marie von Kalitsch untergebracht. Der 1920 von Kalitsch zum Landschaftspark ausgestaltete Schlosspark mit einem ehemaligen Eiskeller, der das Eis fast ein Jahr halten konnte, steht heute für Besucher offen. Im Park wechseln offene, lichte Wiesen mit dichten Baumbeständen. Bemerkenswert sind ausladende Solitärbäume. Letzter Gutsbesitzer auf Bärenthorn war übrigens der Erbe Joachim von Kalitsch (1902–1945). Bärenthorn wurde von ihm zu einem Waldgut umgestaltet. Seine Frau und sein Sohn lebten dann nach der Bodenreform in Niedersachsen.

## Bärenthorener Kiefernwirtschaft

### Friedrich von Kalitsch und der Dauerwald

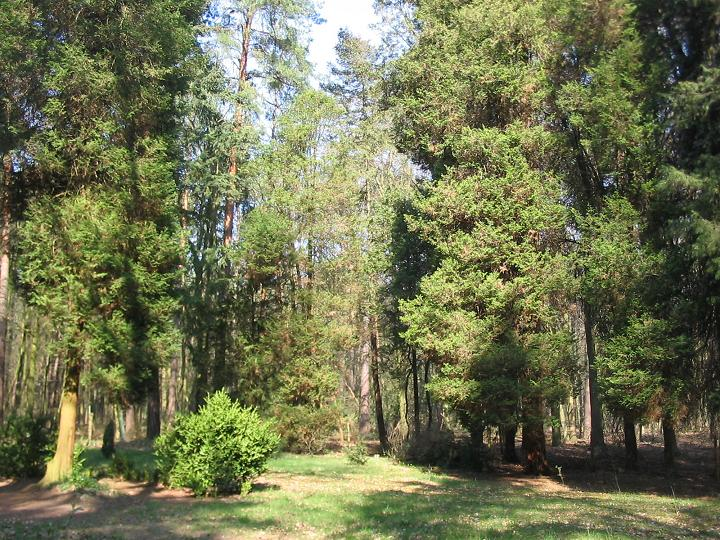
Bärenthorener Kiefernwirtschaft

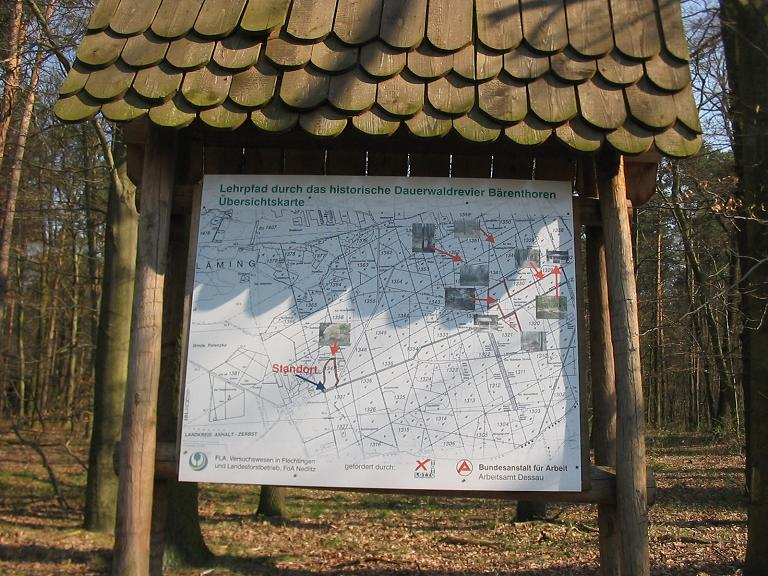
Übersichtsschild Lehrpfad

Friedrich von Kalitsch ging als einer der Begründer des Dauerwaldes in die Forstwissenschaft ein. Noch im Jahr seiner Erbschaft 1884 begründete er die Bärenthorener Kiefernwirtschaft, die die bisherige Kahlschlagwirtschaft ablöste und als Ursprung der Kiefern-Dauerwaldwirtschaft gilt. Mit der neuen Flächenbewirtschaftung der Bärenthorener Wälder blieb der Waldcharakter als „umlaufendes, stetiges System“ erhalten. Forstwissenschaftlich berühmt wurde der Bärenthorener Wald durch Professor Alfred Möller, Direktor der preußischen Forstakademie Eberswalde. Möller erkannte im Bärenthorener Wald das praktische Anwendungsbeispiel seiner Dauerwaldidee, die er auf Grundlage seiner Forschungsreisen in den Amazonasurwald im Auftrag des Kaisers (in den 1890er Jahren) als Akademiedirektor entwickelt hatte. Er sah 1911 die Chance, im Bärenthorener Wald durch intensive ertragskundliche Aufnahmen im Vergleich zur Ausgangssituation 1884 die ökonomische Überlegenheit seiner Dauerwaldidee belegen zu können. Seine über diese forststatistischen und ertragskundlichen Forschungen berichtende Schrift Der Dauerwaldgedanke – Sein Sinn und seine Bedeutung (1922) machte schlagartig den bis dahin unbekannten Waldort Bärenthoren zum forstlichen Mekka der Zeit und damit forsthistorisch unsterblich. Noch im Jahr der Erstveröffentlichung besuchten trotz der damals aufwändigen Anreise mehr als 1000 europäische Forstakademiker den bis dato unbekannten Ort Bärenthoren. Die von Möller daran sich festmachende Dauerwaldidee führte zum bis in die jüngste Zeit anhaltenden Dauerwaldstreit, der erst in den letzten 15 Jahren durch das mehrheitliche Bekenntnis der deutschen Forstverwaltungen zum Dauerwald als die umfassend nachhaltige Waldbetriebsform seinen Sieg davontrug.
Die Forstliche Hochschule Eberswalde, aus der die Hochschule für nachhaltige Entwicklung Eberswalde hervorging, verlieh Kalitsch 1923 die Ehrendoktorwürde. Der große Einfluss, den Kalitsch und seine Forstwirtschaft insbesondere in den 1920er und 1930er Jahren auf die Forstwissenschaft gewonnen hatte, spiegelt sich noch heute in fachwissenschaftlichen Publikationen wider. So diskutierte O. Greger 2004 in der Zeitschrift AFZ-DerWald, inwieweit Bärenthoren angesichts der ökologischen Kenntnisfortschritte noch heute als Prototyp einer kahlschlaglosen Dauerwirtschaft gelten kann.
Der Brandenburger Umweltminister Dietmar Woidke führte in einer Festvorlesung zum 175-jährigen Jubiläum von forstlicher Lehre und Forschung in Eberswalde am 15. Juni 2005 aus: Man kann Waldbau mit drei „G“ betreiben. Erstens mit „Geduld“ wie der Kammerherr Kalitsch in Bärenthoren. Zweitens mit „Geld“ wie der Geheimrat August Bier in Sauen. Oder mit „Geist“ wie wir in Eberswalde.

### Lehrpfad durch das historische Dauerwaldrevier
Die Forstbehörde hat die historische Waldbewirtschaftungsform von Friedrich von Kalitsch heute auf einer Fläche von insgesamt rund 733 Hektar ausgewiesen. Davon sind wiederum im Nordostteil des Dauerwaldreviers 193 Hektar als Waldkulturdenkmal deklariert. In diesem Teil ist ein Forstlehrpfad angelegt, der mit Schautafeln und Karten die Besonderheiten der Bärenthorener Kiefernwirtschaft erläutert. Wegweiser erlauben die Nutzung auch ohne Führung.
Während dieser Lehrpfad mit Themen zum Waldbau insbesondere Forstleute und Waldbesitzer anspricht, befindet sich in fast unmittelbarer östlicher Nachbarschaft mit dem Naturlehrpfad Flämingwald eine Einrichtung, die ein breiteres Themenspektrum zur Flämingflora und -fauna darstellt. Gleichfalls benachbart liegt nordöstlich der Märchenwald Golmenglin.